# Škoda 1203
A Škoda 1203 csehszlovák mikroautóbusz. Többféle kivitelben gyártották, a személyszállító változat mellett készült platós, zárt furgon és több más speciális változat is (pl. mentőautó). Elsősorban Csehszlovákiában használták elterjedten. Magyarországon is üzemelt.
Alapjául a Škoda 1202 alváza szolgált. 1968-tól gyártotta a Mladá Boleslav-i AZNP autógyár a Vrchlabí-i üzemében. 1973-ban a szlovákiai Nagyszombati Autógyár (TAZ) is elkezdte a modell sorozatgyártását TAZ-Š 1203 jelzéssel. 1981-ben beszüntették Vrchlabíban a sorozatgyártást, ettől kezdve a típus csak a szlovákiai TAZ-nál készült Škoda-TAZ 1203 néven. 1981-ig Vrchlabíban 13 év alatt 69 727 darabot gyártottak.
Miután a Volkswagen 1991-ben megvásárolta a Mladá Boleslav-i autógyárat, a TAZ nem használhatta tovább a Škoda márkajelet, így az időközben nagyobb motorral ellátott mikrobuszt 1993-tól TAZ–1500 típusjelzéssel gyártották. 1997-től 1,9 l-es VW dízelmotorral is készült a mikrobusz, azt TAZ–1900 jelzéssel látták el.
A TAZ 1999-ben tönkrement, beszüntette a mikrobusz gyártását. 2000-ben a cseh Roman Jirouš - OCELOT cég vette meg a típus gyártási jogát. A cég Žacléřban lévő üzremében rendelésre kis példányszámban, évi kb. 100 darabos mennyiségben gyártja Š1203 és TAZ1500 jelzéssel.